# Bezirk Sieniawa
Bezirk Sieniawa – dawny powiat (Bezirk) kraju koronnego Królestwo Galicji i Lodomerii, funkcjonujący w latach 1854–1867. Siedzibą starostwa było miasteczko Sieniawa.

## Historia
Bezirk Sieniawa utworzono w ramach reformy uwłaszczeniowej z okresu Wiosny Ludów (1848–1849), która likwidowała jurysdykcję właściciela ziemskiego nad poddanymi. W Galicji, dominium – jako podstawowa jednostka administracyjna i filar systemu feudalnego straciło rację bytu. Konieczne stało się zatem wprowadzenie nowego systemu administracyjnego, którego zręby powstały w latach 1851–1855. Nowy trójstopniowy podział administracyjny objął 21 cyrkułów (niem. Kreise), 179 małych powiatów (niem. Bezirke) i ponad 6000 gmin (niem. Gemeinde). 
Bezirk Sieniawa objął obszar o wielkości 9,0 mil², zamieszkany był przez 26.463 ludzi i podzielony na 33 gmin katastralnych, w tym jedno miasteczko (Sieniawa). Wszedł w skład cyrkułu przemyskiego, jako jeden z jego dziewięciu powiatów.
Po nadaniu Galicji autonomii oraz powołaniu samorządu gminnego i powiatowego w 1865 zlikwidowano cyrkuły (Kreise). Dotychczasowe małe powiaty (Bezirke) w liczbie 179, utrzymały się do 1867 roku, kiedy to w następstwie kolejnej reformy administracyjnej (23 stycznia 1867) zostały zastąpione przez 74 większych powiatów. Obszar zniesionego Bezirk Sieniawa wszedł wtedy w całości w skład nowego powiatu jarosławskiego.

## Podział administracyjny (1854)
| Lp. | Gmina jednostkowa      | Powierzchnia | Ludność | Powiat w 1867 po zniesieniu |
| --- | ---------------------- | ------------ | ------- | --------------------------- |
| 1   | Sieniawa (m)           | 69           | 1621    | jarosławski                 |
| 2   | Adamówka               | 1270         | 356     | jarosławski                 |
| 3   | Cieplice               | 8196         | 2579    | jarosławski                 |
| 4   | Dobcza                 | 4789         | 818     | jarosławski                 |
| 5   | Dobra                  | 5207         | 1388    | jarosławski                 |
| 6   | Dąbrowica              | 2013         | 928     | jarosławski                 |
| 7   | Dybków                 | 54           | 757     | jarosławski                 |
| 8   | Krasne                 | 937          | 440     | jarosławski                 |
| 9   | Majdan                 | 8892         | 1986    | jarosławski                 |
| 10  | Rudka                  | 2032         | 709     | jarosławski                 |
| 11  | Słoboda                | 705          | 373     | jarosławski                 |
| 12  | Wylewa                 | 2558         | 546     | jarosławski                 |
| 13  | Cetula                 | 2158         | 909     | jarosławski                 |
| 14  | Kruhel Pawłosiowski    | 623          | 186     | jarosławski                 |
| 15  | Radawa                 | 3311         | 587     | jarosławski                 |
| 16  | Setna                  | –            | –       | jarosławski                 |
| 17  | Pełkinie z Kruhlem     | 3150         | 811     | jarosławski                 |
| 18  | Czerce z Czerwoną Wolą | 279          | 1143    | jarosławski                 |
| 19  | Leżachów               | 2512         | 633     | jarosławski                 |
| 20  | Manasterz              | 2590         | 624     | jarosławski                 |
| 21  | Makowisko              | 2383         | 703     | jarosławski                 |
| 22  | Mołodycz               | 9229         | 1156    | jarosławski                 |
| 23  | Nielepkowice           | 1806         | 447     | jarosławski                 |
| 24  | Piwoda                 | 2329         | 564     | jarosławski                 |
| 25  | Szówsko                | 2022         | 909     | jarosławski                 |
| 26  | Wola Buchowska         | 123          | 371     | jarosławski                 |
| 27  | Wólka Pełkińska        | 1523         | 512     | jarosławski                 |
| 28  | Wola Ryszkowa          | 4044         | 763     | jarosławski                 |
| 29  | Wiązownica             | 2192         | 921     | jarosławski                 |
| 30  | Wierzbna               | 1117         | 210     | jarosławski                 |
| 31  | Piskorowice            | 5244         | 1606    | jarosławski                 |
| 32  | Surmaczówka            | 5804         | 347     | jarosławski                 |
| 33  | Zaradawa               | 3426         | 578     | jarosławski                 |

Objaśnienie:
(M) = miasto; (m) = miasteczko